# Jenny Damberg
Jenny Cecilia Damberg, född den 27 november 1981, är en svensk journalist och författare.
Damberg skriver framför allt om ämnen relaterade till kulturhistoria, mat och dryck. Som journalist har hon arbetat för flera tidningar, däribland Dagens Nyheter (DN) och Svenska Dagbladet (SvD), och som frilansande.
Hon debuterade som författare med Nu äter vi! under 2014. Den boken vann Måltidsakademiens pris Årets Svenska Måltidslitteratur i kategorin Essäer kring måltiden samma år. Året därpå debuterade Damberg som kokboksförfattare med Bönor, ärtor, linser (2015).